# Javier Payeras
 (février 2017).
Javier Payeras, né le 6 février 1974 à Guatemala, est un poète, romancier, nouvelliste et essayiste guatémaltèque.
Il est l'un des écrivains qui sont apparus après le conflit armé guatémaltèque et fait partie de ce qu'on appelle la génération après-guerre.

## Biographie
Depuis 1998, il rejoint le mouvement émergeant appelé Casa Bizarra, un projet de jeunes artistes de la soi-disant génération post-conflit, qui mettent en place un tribunal hybride avec discomplacencia urbaines et exprime les tendances artistiques qui se posent.
Un promoteur infatigable de la culture, il était le coordonnateur de la Octubreazul Festival en 2000, directeur des colloques Contemporary Art Foundation et du projet Crea. À l'heure actuelle, il est l'un des organisateurs et des plus importants gestionnaires de la culture d'Amérique centrale.

## Œuvre

### Romans
- Ruido de Fondo (2003)
- Afuera (2006)
- Días Amarillos (2009)
- Limbo (2011)
- Imágenes para un View-Master (2011)

### Poésie
- Post-its de luz sucia (2009)
- Soledadbroder & relatos de autodidactas (2011)
- La resignación y la asfixia (2011)
- Déjate Caer (2012)
- Raktas (2013)
- Fondo para disco de John Zorn (2013)
- Slogan para una bala expansiva (2015)

### Recueils de nouvelles et récits
- (...) y once relatos breves (2001)
- La Ciudad de tu Sueño (2015)

### Essais
- Lecturas Menores (2008)
- La región más invisible (2015)